# کیکا (فیلم)
کیکا (انگلیسی: Kika) فیلمی به کارگردانی پدرو آلمودوار است که در سال ۱۹۹۳ منتشر شد.

## بازیگران
- ورونیکا فورکه
- پیتر کایوتی
- بیکتوریا آبریل
- روسی د پالما
- بیبیانا فرناندس
- چارو لوپز
- آنابل آلونسو
- خسوس بونیا
- خواکین کلیمنت